# Мелітон Баланчивадзе
Мелітон Антонович Баланчива́дзе (5 січня 1863, Баноджа — 21 листопада 1937, Кутаїсі) — грузинський радянський композитор і музично-громадський діяч, один з основоположників грузинської професійної музики. Батько хореографа Джорджа Баланчина та композитора Андрія Баланчивадзе.

## Життєпис
Народився 24 грудня 1862 [5 січня 1863] року в селі Баноджі (нині Цхалтубський муніципалітет, Імеретія, Грузія). З дитинства співав у різних хорах Тифлісу. Протягом 1877—1879 років навчався музиці у Тифліській духовній семінарії, брав уроки співу у диригента хору Сіонського собору В. Аушева.
У 1880 році був артистом Тифліського оперного театру, виконав низку партій, зокрема Зарецького в «Євгенії Онєгіні» і Валентина у «Фаусті». У 1882 році створив етнографічний хор із 12 осіб. З 1883 року, разом з Філімоном Корідзе, записував і розучував із хором грузинські народні пісні та духовні піснеспіви.
Протягом 1889—1995 років навчався в Санкт-Петербурзькій консерваторії, спочатку по класу співу у Василя Самуся, а з 1891 року вивчав теорію композиції у Миколи Римського-Корсакова і гармонію у Юлія Йогансена.
Упродовж 1895—1917 років виступав з організованими ним хорами в багатьох містах Центральної Росії, України, Польщі, Прибалтики, Грузії, пропагуючи грузинську народну творчість.
1906 року був членом журі Першої всеросійської виставки музичних інструментів та приналежностей до них. 1907 року фінансував видання листів Михайла Глинки, зібраних Миколою Фіндейзеном (видані у Санкт-Петербурзі у 1908 році; понад 250 листів).
Після Жовтневої революції розпочав активну музично-громадську діяльність. 1918 року створив музичне училище в Кутаїсі. З 1923 року обіймав посаду завідувача музичного відділу Народного комісаріату просвіти Грузинської РСР, був почесним членом Товариства молодих грузинських музикантів; з 1928 року очолював Музичне товариство Грузії. Також був почесним членом Художньої ради Тбіліської консерваторії, головою комісії зі збирання та вивчення грузинської музики.
З 1923 по 1937 рік мешкав у Тбілісі в будинку на вулиці Софії Перовської. Помер в Кутаїсі 21 листопада 1937 року.

## Творчість
Автор опери «Тамара Підступна» з однойменною поемою Акакія Церетелі. Її уривки виконувалися у Санкт-Петербурзі у 1897, 1912 роках. Закінчена у 1926 році та у першій редакції 6 квітня 1926 року поставлена Тбіліським театром опери та балету. Друга редакція мала назву «Дареджан підступна» написана у 1936 році, та у 1937 році поставлена Тбіліським театром опери та балету у Москві, під час Декади грузинського мистецтва і літератури.
Також автор перших грузинських романсів («Коли я дивлюся на тебе», «До тебе прагну я вічно») кантат («Слава Загесу», 1927), грузинського національного маршу (1928), хорових революційних пісень, обробок грузинських народних пісень.

## Відзнаки
- Народний артист Грузинської РСР (1933)[6];
- Орден Трудового Червоного Прапора (14 січня 1937; за видатні заслуги у справі розвитку грузинського оперного мистецтва, грузинської музики, пісень і танців).

## Вшанування

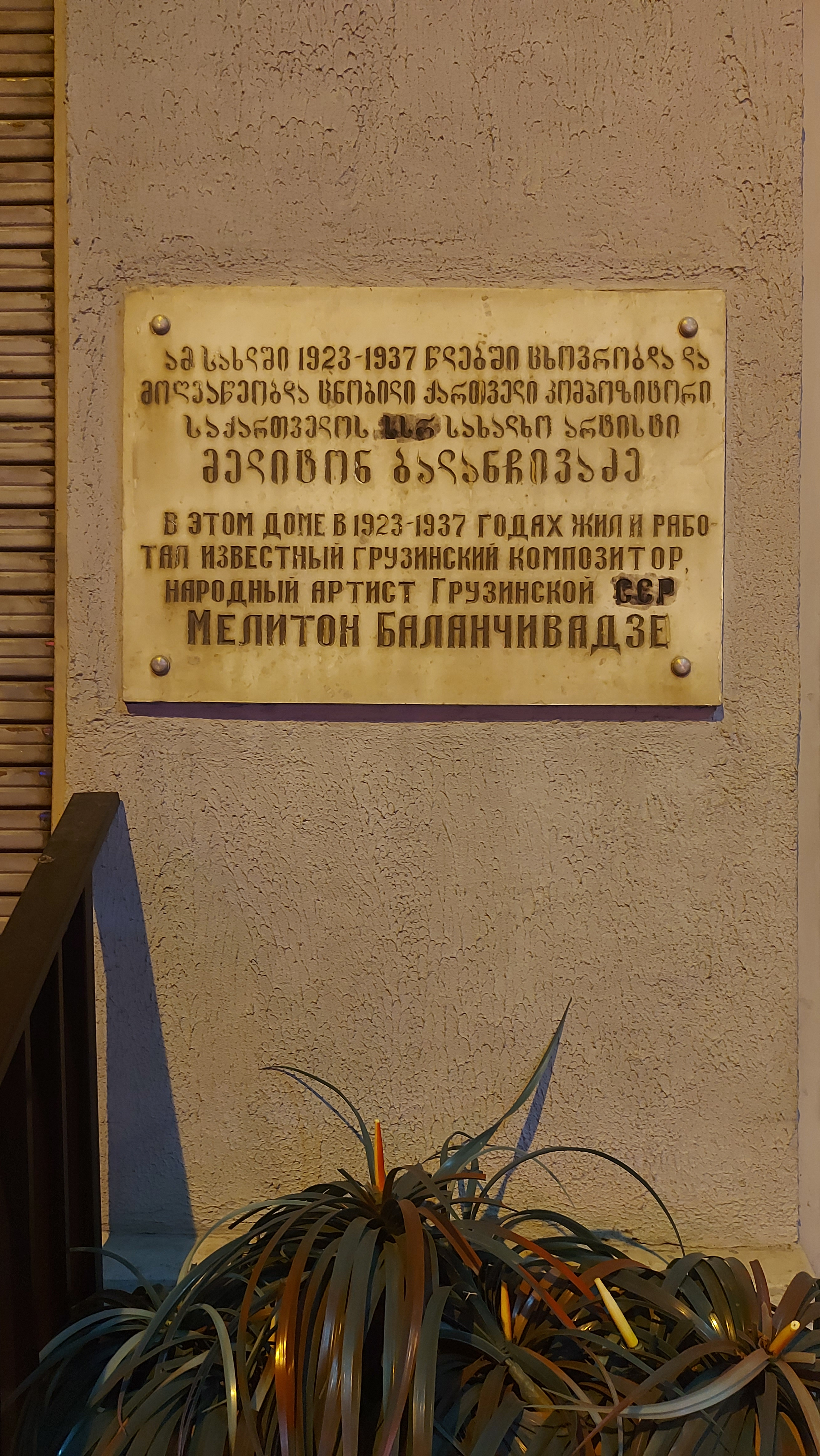
Меморіальна дошка.

- В Тбілісі, на вулиці Георгія Ахвледіані (колишня вулиця Софії Перовської), де мешкав композитор, встановлено меморіальну дошку;
- Ім'я композитора носить Кутаїське музичне училище[4].

## Виноски
1. ↑  Про що свідчить меморіальна дошка, встановлена на будику.
2. ↑  Перша дія виконана за участі солістів, хору та оркестру[4].
3. ↑  Написані у кінці XIX століття.